# 张新芳
张新芳（1927年—2006年8月1日），河南邓州人，中国河南曲剧表演艺术家，被誉为中国“曲剧皇后”。曾担任开封曲剧团副团长、河南省曲剧团名誉团长、中国戏剧家协会第三届和第四届理事、河南戏剧家协会副理事、河南曲剧研究会会长等职务，也曾是第三和第五届全国人大代表及中国戏剧家协会会员。代表作有《陈三两》、《秦香莲》、《荆钗记》和《祥林嫂》等。曾被授予“河南省曲剧老艺术家终身荣誉奖”。

## 生平

### 从艺道路
张新芳7岁学戏，8岁登台，9岁飘红，她是河南曲剧史上第一位女演员。中华民国时期张新芳经常在豫南鄂北的邓州、老河口、襄樊一带演出。中华人民共和国成立后，张新芳于1959年到北京演出《陈三两》，时任中共中央主席毛泽东对她的表演大加赞赏。并于同年被长春电影制片厂拍摄成戏曲电影片。文化大革命爆发后，她被下放到农村劳动时仍然经常小声练唱。四人帮倒台后，张新芳重返舞台。中年至晚年，为培养河南曲剧接班人，张新芳曾挑选了一些曲剧演员加以培养。

## 艺术风格
张新芳的唱腔特点可归纳为大腔大口、大本嗓、起腔冲、吐字清晰、运腔明朗、落腔敦实，声音有沧桑感。张新芳塑造的戏曲人物多以演悲剧见长。她的演唱既不因循守旧，也不固步自封，在保持河南曲剧传统唱腔的基础上，吸收借鉴其他戏曲剧种的唱腔风格，创造性地丰富了河南曲剧的艺术内涵，拓展了河南曲剧的表演领域，是河南曲剧发展史上的一座丰碑。